# Jean-Philippe Daurelle
Jean-Philippe Daurelle (* 28. Dezember 1963 in Antony) ist ein ehemaliger französischer Säbelfechter und heutiger Fechttrainer.

## Erfolge
Jean-Philippe Daurelle wurde 1997 in Kapstadt und 1999 in Seoul mit der Mannschaft Weltmeister. Mit der Mannschaft gewann er außerdem 1989 in Denver Bronze sowie 1998 in La Chaux-de-Fonds Silber. Im Einzel sicherte er sich 1999 Bronze. 1992 in Lissabon und 1995 in Keszthely wurde er zudem Vizeeuropameister. In Plowdiw gewann er zudem 1998 EM-Bronze. Zweimal nahm er an Olympischen Spielen teil: bei den Olympischen Spielen 1992 in Barcelona unterlag er mit der Mannschaft im Halbfinale Ungarn mit 1:9, setzte sich aber im Anschluss im Gefecht um Rang drei gegen Rumänien mit 9:4 durch. Zur Mannschaft gehörten neben Daurelle noch Franck Ducheix, Pierre Guichot, Hervé Granger-Veyron und Jean-François Lamour. Im Einzel belegte er Platz neun. 1996 in Atlanta wurde er mit der Mannschaft Fünfter, während er die Einzelkonkurrenz auf dem zwölften Rang abschloss.
Nach seiner aktiven Karriere begann er als Fechttrainer zu arbeiten. 2013 wurde er Nationaltrainer der französischen Säbel-Mannschaft der Herren, 2016 übernahm er zudem die Damen-Equipe.